# Disa (orquídea)
Disa es un género de orquídeas perteneciente a la subfamilia Orchidoideae dentro de la familia Orchidaceae.
Está compuesta de 172 especies de hábito terrestre originarias de Madagascar y del norte tropical de África y las islas cercanas. Se desarrollan en los acantilados, cerca de cascadas y rápidos. Sus miembros son en su mayoría originarios de Sudáfrica y la especie más conocida es Disa uniflora.  Otra especie conocida Disa bracteata, originario de Perth en el oeste de Australia.  El nombre de este género es una referencia a  Disa, la heroína de la mitología nórdica hecha por el botánico Carl Peter Thunberg.

## Descripción
Crece de un tubérculo que a veces se utiliza como un edulcorante de maltodextrina artificial y puede llegar a 90 cm de altura.  Las flores se producen en la primavera en racimos o solitarias, con los pétalos y el labelo pequeños y los sépalos grandes y vistosos, a menudo con tonos de color rojo.
La mayoría de las orquídeas son polinizadas por un solo tipo de polinización, sin embargo, en Disa se usan casi todos los tipos conocidos de insectos polinizadores lo que la obligó en su evolución para formar varios grupos distintos dentro del género.  Cada uno de estos grupos tiende a ser polinizado por un tipo de insecto, entre ellos el grupo Disa uniflora, polinizadas por mariposas Aeropetes tulbaghia (Satyrinae).  Otros grupos son polinizadas por abejas, moscas y mariposas.
Las plantas son poco frecuentes en el cultivo debido a la dificultad de proporcionar las condiciones necesarias, especialmente la composición mineral del suelo y la alta humedad constante indispensable.

## Tratamiento infragenérico
Las relaciones filogenéticas entre las especies de Disa aún no han sido dilucidadas. En el pasado hubo muchos géneros en los que estaban divididas. Hoy en día tiene un tratamiento infragenérico que se explica a continuación y que refleja la morfología de las plantas, pero al parecer no es compatible con su análisis molecular. Existe la posibilidad de que este género vuelva a ser dividido en el futuro.
Según las últimas publicaciones Disa se divide en cinco subgéneros:
1. Micranthae, con 23 especies, cuya especie tipo es D. chrysostachya, se caracteriza por las anteras de las flores en posición vertical y la presencia del espolón unido al sépalo dorsal.
2. Falcipetalum, cuyo tipo de especies es D. longifolia, con 26 especies divididas en cuatro secciones:
- - Disella, con 13 especies, cuya especie tipo es D. obtusa, son plantas con flores de pétalos falcados y espolón corto.
  - Intermediae, con 2 especies robustas, cuyo tipo de especies es D. galpinii, son plantas con flores de pétalos  grandes, ovalados y falcados.
  - Repandra, con 3 especies robustas, cuyo tipo de especies es D. cornuta, son plantas con flores con los pétalos falcados y con lóbulo en la base.
  - Aconitoideae, con 8 especies delicadas, cuyo tipo de especies es D. aconitoides, son plantas con flores de pétalos falcados, con un grueso espolón.

3. Hircicornes, cuyo tipo de especies es D. hircicornis, con 37 especies, también se dividen en cuatro secciones:
- - Hircicornes, con 16 especies de Hardy, cuyo tipo de especies es D. hircicornis, son plantas con flores con el labelo elíptico o espatulado y espolón largo.
  - Monadenia , con 18 especies sensibles, cuya especie tipo es D. brevicornis ,  son plantas con flores diminutas de rostelo simple y densa inflorescencia.  Algunos taxónomos tratan Monadenia como un género apartado.
  - Ovalifoliae, con 1 especie delicada, D. ovalifolia, que tiene las flores con los pétalos en posición vertical.
  - Stoloniferae, cuyo tipo de especies es D. stairsii, son plantas con raíces  sin tubérculos.

4. Stenocarpa, cuyo tipo de especies es D. porrecta, con 52 especies divididas en seis secciones:
- - Amphigena, con 4 especies sensibles, cuya especie tipo es D. tenuis, son plantas con flores pequeñas y variables.
  - Coryphaea, con 9 especies, cuyo tipo de especies es D. sagitalis, dividido en dos grupos de plantas heterogéneas.
  - Stenocarpa, con 15 especies, cuya especie tipo es D. gladioliflora, compuesto de plantas con flores en las que el sépalo dorsal tiene, al menos, igual longitud que el sépalo. Es un grupo muy cerca de Herschelianthe.
  - Herschelianthe, con 16 especies, cuya especie tipo es D. purpurascens, compuesto de especies de aspecto delicado con apariencia de gramíneas, con unas pocas hojas tiernas, inflorescencias con pocas flores, generalmente azules,  y el labio ovalado a menudo con flecos en los márgenes. Algunos taxónomos tratan Herschelianthe como un género único.
  - Emarginatae, con 5 especies delicadas, cuyo tipo de especies es D. stachyoides, compuesto de plantas con flores con espolón horizontal en la base y alargado rostelo en la región intermedia.
  - Austroalpinae, con 3 especies delicadas, cuyo tipo de especies es D. basutorum, compuesto de plantas con flores de espolón ascendente y pétalos cuadrados.

5. Disa, cuya especie tipo es D. uniflora , con 25 especies divididas en dos secciones:
- - Disa, con 22 especies, cuya especie tipo es D. uniflora , formado por plantas de flores comparativamente grandes con calcar pequeño o ausente, y pétalas refletidas. Uniflora, compuesto de plantas con flores comparativamente grandes con espolón relativamente pequeño o ausente.
  - Phlebidia, 3 especies delicadas, cuyo tipo de especies es D. longicornu, compuesto de plantas de flores solitarias con los pétalos de color azul o blanco.

## Especies deDisa
- Lista de especies de Disa